# Aye (Sam Fender)
Aye è un singolo del musicista britannico Sam Fender, pubblicato il 20 agosto 2021.

## Video musicale
Il video musicale è stato realizzato come lyric video.

## Tracce
1. Aye – 3:06